# Semana de Concienciación sobre la Bisexualidad
La Semana de Concienciación sobre la Bisexualidad, es una celebración anual que se lleva a cabo del 16 al 23 de septiembre.  Es una extensión del Día de la Celebración de la Bisexualidad, que se celebra anualmente el 23 de septiembre. La celebración trata de promover la aceptación cultural de la comunidad bisexual así como los intentos de crear una plataforma para defender los derechosde las personas bisexuales.
Según una encuesta de 2013 del Pew Research Center, los bisexuales representan aproximadamente el 40 % de la comunidad LGBT . La Semana de Concienciación sobre la Bisexualidad es una plataforma para reconocer la defensa de las personas bisexuales y LGBT a lo largo de la historia.

## Historia
La Semana de Concienciación sobre la Bisexualidad fue cofundada por GLAAD y BiNet USA para educar a las personas sobre los obstáculos a los que se enfrenta la comunidad bisexual, así como para establecer políticas que garanticen la aceptación y la integración social de las personas bisexuales.